# Augusto (football, 1920)
Pour les articles homonymes, voir Augusto.
Augusto da Costa dit Augusto, né le 22 octobre 1920 à Rio de Janeiro au Brésil et mort le 1er mars 2004 dans la même ville,  est un joueur de football brésilien.

## Titres
Vasco da Gama
- Campeonato Carioca: 1945, 1947, 1949, 1950 et 1952
- Campeonato Sul-Americano de Campeões: 1948

Seleção Brasil
- Copa Rio Branco: 1947
- Campeonato Sul-Americano (atuelle Copa América): 1949
  - Finaliste de la Coupe du monde de football: 1950 (et capitaine)